# Montcornet (Ardennes)
Montcornet település Franciaországban, Ardennes megyében. Lakosainak száma 299 fő (2022. január 1.). Montcornet Arreux, Cliron, Damouzy, Renwez és Sécheval községekkel határos.

## Népesség
A település népességének változása:
| Lakosok száma | 230  | 218  | 231  | 323  | 309  | 304  | 297  | 299  | 300  | 299  |
|               | 1968 | 1999 | 2006 | 2011 | 2013 | 2016 | 2017 | 2019 | 2020 | 2022 |